# تلنیتسه (ناحیه برنو-تسوونتری)
تلنیتسه (به چکی: Telnice) یک منطقهٔ مسکونی در جمهوری چک است که در ناحیه برنو-تسوونتری واقع شده‌است. تلنیتسه ۶٫۱ کیلومتر مربع مساحت و ۱٬۴۵۸ نفر جمعیت دارد و ۱۹۵ متر بالاتر از سطح دریا واقع شده‌است.